# 源範賴
源範賴（1150年—1193年）是日本平安時代末期至鐮倉時代初期的武將。出身河內源氏，是源義朝的第六子，也是源賴朝的異母弟、源義經的異母兄。

## 生平
源範賴的母親是池田宿（今靜岡縣磐田市）的一個遊女。由於出生在遠江國的蒲御廚（今濱松市），因此被稱作蒲冠者或蒲殿。1160年，父親源義朝在平治之亂中戰敗被殺，源範賴被藤原範季收養，取其名字中的「範」字為名，送往其出生地秘密撫養。
治承4年(1180)，以兄長源賴朝、堂兄弟木曾義仲、甲斐源氏為首，東國各地皆爆發追討平家的戰火。源範賴加入源賴朝陣營的時間點不明，源範賴的名字首次處現於《吾妻鏡》中為壽永2年(1183)2月，於下野國爆發的野木宮合戰。此役中，支持木曾義仲的志田義廣，自常陸國攻打鎌倉，源範賴發兵支援源賴朝。
壽永3年(1184)被源賴朝任命為征討木曾義仲的大將軍，率軍上洛，與先遣隊的源義經合兵後，在宇治川之戰中大敗木曾義仲，入據京都。同年在一之谷之戰中負責攻擊一之谷的東面平家軍，同西路的源義經部兩面夾擊，大敗平家，於戰後被授予三河守的官位。後，源範賴率領東國武士，沿著山陽道向九州進軍。源範賴在備中國擊敗了平行盛(藤戶之戰)，又在九州豪族緒方惟榮的支援下，於筑前國擊敗原田種直(葦屋浦之戰)。(源範頼九州平定)
平家滅亡的壇之浦之戰後，源範賴滯留於九州，搜尋遺失的神劍，並處理平家的舊有領地。
源義經與源賴朝失和後，源義經逃往陸奧國，投奔奧州豪族藤原泰衡。由於養父藤原範季曾藏匿過源義經，源範賴遭到了源賴朝的懷疑。得知被猜忌後，源範賴自請罷免官職。文治5年(1189)，源賴朝親自征討奧州藤原氏，源範賴也隨軍參戰(奧州合戰)。建久4年(1193)發生曾我兄弟復仇事件，源範賴受到牽連，被幽禁在伊豆國的修禪寺直至死去。